# José Domingues da Silva
José Domingues da Silva Filho governou Pernambuco, na qualidade de interventor federal, em 1946. Também foi bacharel em Direito, Deputado à Câmara Estadual, e Procurador Fiscal da Fazenda Nacional.